# SN 2006gy
SN 2006gy és el nom donat per la NASA a una supernova, també anomenada hipernova o quark-nova,
originada per una gegantina explosió que va destruir un estel que tenia una massa aproximadament 150 vegades la del Sol.

## Característiques

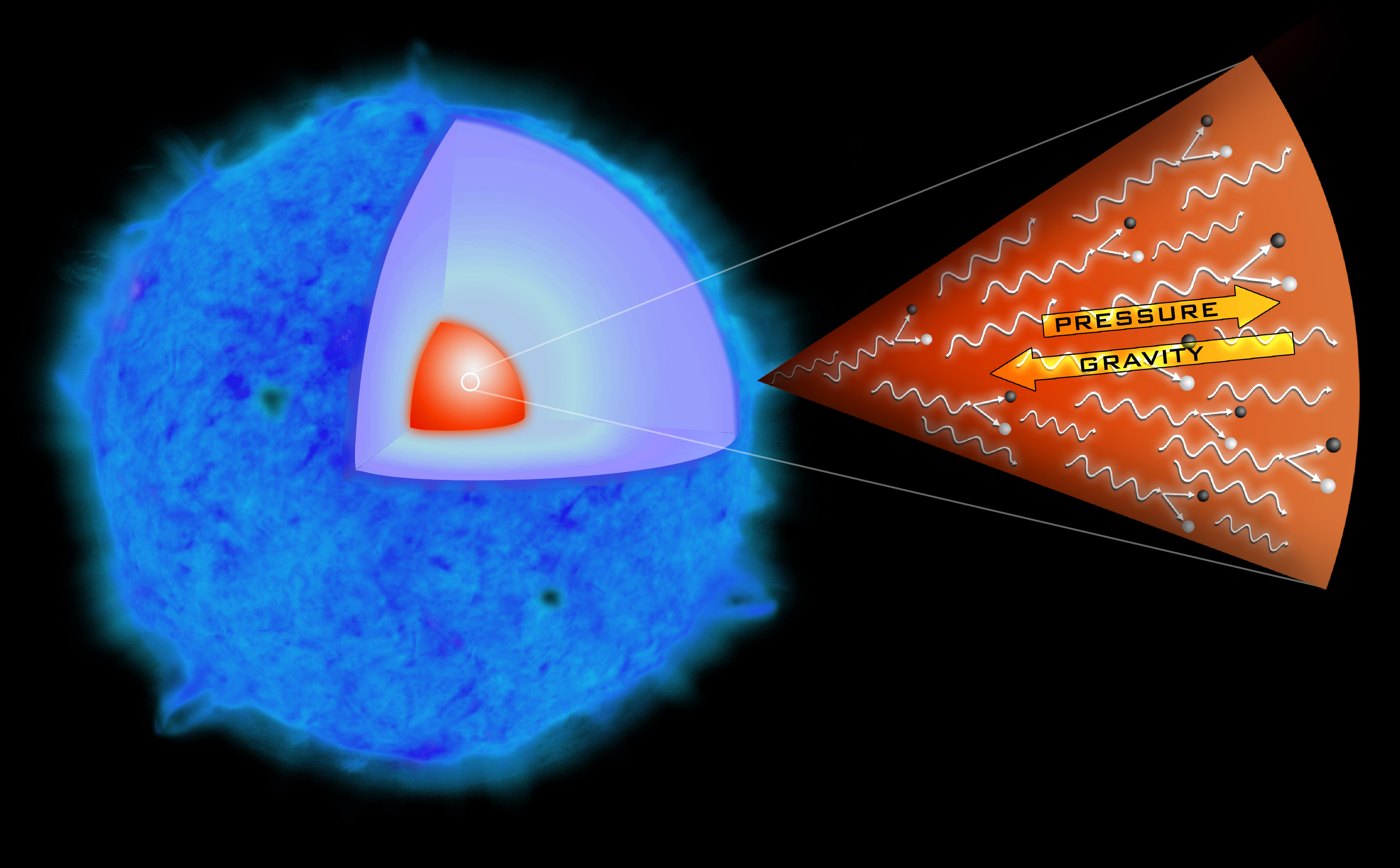
Aquest diagrama il·lustra el procés que els astrònoms pensen que va produir l'explosió d'SN 2006gy. Un estel molt massiu pot produir tants raigs gamma que una part de l'energia es pot convertir en parells partícula i antipartícula, la qual cosa redueix la pressió en l'estel. Això produeix que l'estel col·lapsi, s'encengui o cremi el seu combustible ràpidament, i exploti.

L'explosió estel·lar d'SN 2006gy és la més gran que s'ha pogut observar fins avui, cinc vegades més lluminosa que les supernoves observades anteriorment, la seva resplendor va ser de 50 000 milions de vegades la del Sol. Va ser descoberta usant telescopis terrestres (Keck en Hawaii i Lick a la muntanya Hamilton a Califòrnia) i espacials (Chandra X-Ray). Segons un comunicat de la NASA, aquest fenomen confirma que tals explosions van ser molt comunes després del big-bang, i actualment segueixen succeint. En 2006 la NASA va detectar al voltant de 500 supernoves.
"De totes les explosions d'estels abans vistes, aquesta va ser, de lluny, la més potent", va indicar Alex Filippenko, membre de l'Observatori Mt. Hamilton i un dels astrònoms que va realitzar aquest descobriment. "Ens quedàrem atònits en veure la lluentor que té i el gran que és", va agregar en un comunicat. "Va ser una explosió veritablement monstruosa, centenars de vegades major que la d'una supernova típica", va explicar Nathan Smith, de la Universitat de Califòrnia (Berkeley).
SN 2006gy va ocórrer en la galàxia NGC 1260, allunyada aproximadament 238 milions d'anys llum (72 megaparsecs). Per tant, aquest esdeveniment va ocórrer fa uns 238 milions d'anys. Evidències prèvies mostren que aquest esdeveniment és una supernova extremadament energètica produïda per un estel supermasiu d'unes 150 masses solars, probablement del tipus de supernova d'inestabilitat de parells.
Una supernova d'inestabilitat de parells només pot ocórrer en estels extremadament massius -en el rang comprès entre 130 i 250 masses solars. El nucli d'una d'aquests estels comença a produir grans quantitats de raigs gamma. Quan l'energia d'aquests raigs gamma aconsegueixen cert llindar, produeixen parells partícula-antipartícula (electrons-positrons, per exemple) en interactuar amb nuclis atòmics. Això redueix l'energia disponible per contrarestar l'atracció gravitatòria. La pressió disminueix i l'estel es contreu.

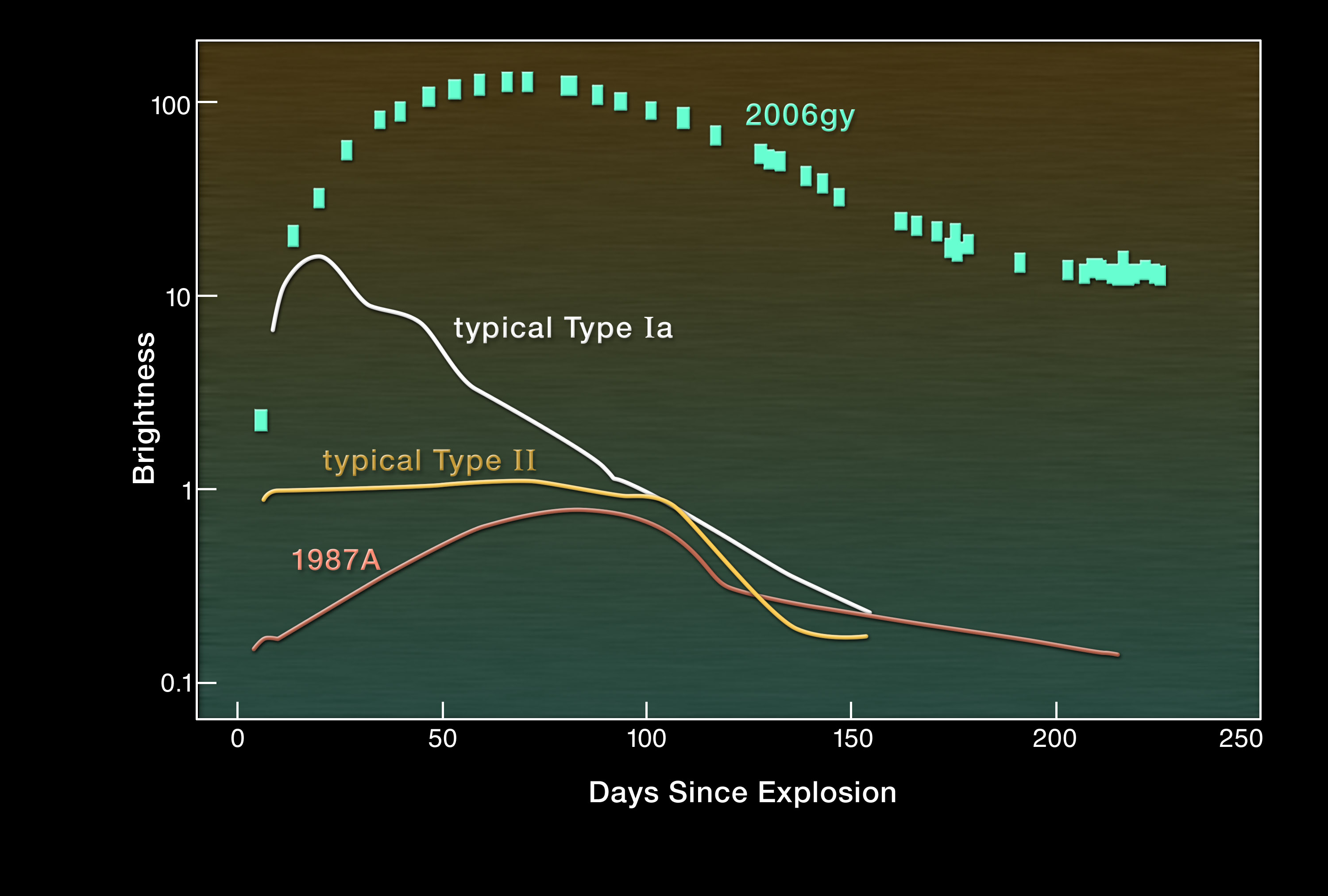
Aquesta imatge mostra la intensitat lumínica d'SN 2006gy comparada amb altres tipus de supernoves.

Tot això ocorre en un breu lapse de temps. El col·lapse violent de l'estel incrementa en la mateixa proporció les reaccions termonuclears que s'hi produeixen. La immensa quantitat d'energia alliberada per aquest devessall de reaccions, contraresta amb escreix l'energia gravitacional i l'estel esclata. L'esclat és tan violent que no deixa rastre de l'estel original, quan aquest procés finalitza. No es produeix un estel de neutrons ni un forat negre, que és la fi per a estels de menor massa.

## Similitud amb Eta Carinae

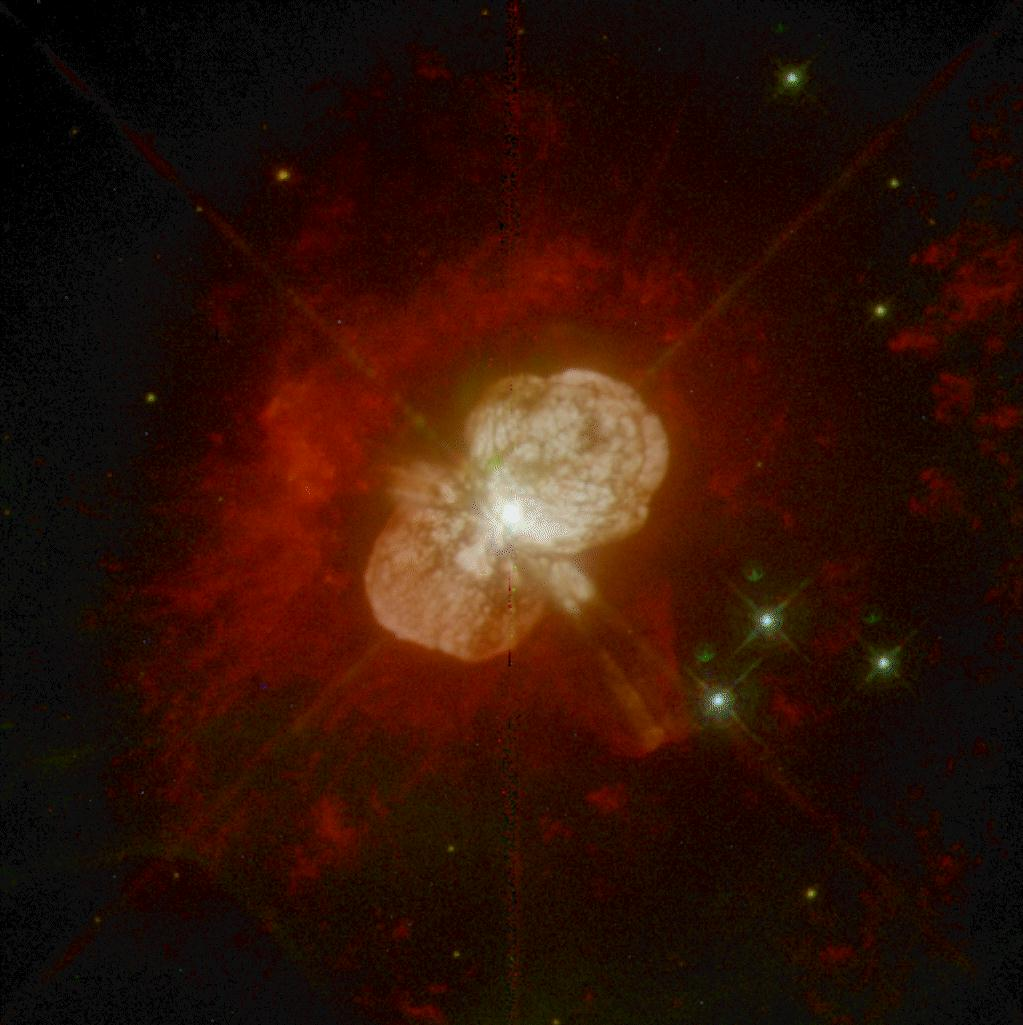
Eta Carinae presa pel Telescopi espacial Hubble.

L'observació de la supernova SN 2006gy ha fet que els astrònoms posin la seva atenció en Eta Carinae (η Carinæ), un estel hipergegant amb una massa de 100 i 150 vegades la del Sol, de la qual se sospita que es troba en la fase prèvia a l'esclat com a supernova. Una prova de la proximitat d'aquest esclat és que Eta Carinae està expulsant grans quantitats de matèria, un fenomen que els astrònoms han confirmat que també va ocórrer abans de l'esclat d'SN2006gy. La diferència és que Eta Carinae es troba a sols 7500 anys llum de la Terra, 32.000 vegades més propera que SN 2006gy; pel que la seva explosió, quan es produeixi, serà el major espectacle astronòmic que s'hagi vist mai; així, si la magnitud aparent de l'explosió d'SN 2006gy ha aconseguit el valor 15, la de eta Carinae podria aconseguir -7,5 (compari's amb -4,6, magnitud aparent de Venus). En aquestes circumstàncies no és clar l'efecte que produirà la radiació de la mateixa al nostre planeta, encara que prestigiosos astrofísics indiquen que el risc és molt baix.